# Университет имени Амилкара Кабрала
Университет имени Амилкара Кабрала (порт. Universidade Amílcar Cabral (UAC)) — единственное государственное высшее учебное заведение в Гвинее-Бисау. Начал деятельность в 2003 году, в 2008 году вошёл в состав Гвинейского университета лузофонии, с 2010 года проходит его реструктуризация. В 2013 году деятельность университета возобновлена, назначено новое руководство.
Университет носит имя родившегося на территории современной Гвинеи-Бисау политического деятеля Амилкара Кабрала (1924—1973), который считается «отцом» независимости Гвинеи-Бисау.

## История
Университет был создан указом № 6/99 от 6 декабря 1999 года как частный/автономный государственный университет, управляемый частным фондом: Фондом повышения качества образования и культуры (FUNPEC); FUNPEC в свою очередь был образован при участии правительства Гвинеи-Бисау и частного португальского университета (Университет лузофонии).
Университет начал свою деятельность 13 ноября 2003 года на основании указа исполняющего обязанности президента Гвинеи-Бисау Энрики Перейра Роза.
С 2006 года Национальная Школа Здоровья (ENS), совместно с её основным подразделением — Медицинским факультетом Рауля Диаша Аргеллиша — вошла в состав Университета.
В ноябре 2008 года правительство заявило об отсутствии возможности финансирования вуза и передало Университет в состав Португальского университета лузофонии.
С полным переходом вуза на частное финансирование некоторые факультеты, такие как медицинский (до этого входивший в состав Университета Амилкара Кабрала), снова стали независимыми.

### Реструктуризация
С 2010 года правительство Гвинеи-Бисау предпринимает попытки реструктурировать вуз, создать совет по сотрудничеству с бразильским правительством при участии Университета международной интеграции стран афро-бразильской лузофонии (UNILAB).
В 2013 году, после пяти лет бездействия, вуз возобновил свою деятельность, был назначено новое руководство: ректор и заместитель ректора. В сентябре 2014 года Университетом руководит новый ректор, бывший министр Зайда Мария Лопиш Перейра Коррея.
В 2014 году начались переговоры по интеграции Факультета права в Бисау в Университет Амилкара Кабрала.
В 2015 году Университет Амилкара Кабрала провёл несколько мероприятий, направленных на ускорение официального возобновления деятельности вуза в 2015—2016 учебном году. Возобновление деятельности зависит от соглашения с ЮНЕСКО.

## Специальности и подразделения
Университет Амилкара Кабрала после возобновления своей деятельности будет состоять из следующих подразделений:
- Факультет права в г.Бисау — соглашение подписано, в 2015—2016 учебном году проходит его интеграция с вузом соглашения;
- Медицинский факультет Рауля Диаша Аргеллиша — в стадии интеграции;
- Национальная школа управления — в стадии интеграции;
- Высшая школа образования Гвинеи-Бисау — в стадии интеграции.

Направления, которые будет предлагать Университет Амилкара Кабрала:
- Информационные технологии (зависит от решения ЮНЕСКО);
- Наука о земле и окружающей среде;
- Языки, литература и культура.